# یوئی شوسه‌تسو
یوئی شوسه‌تسو (انگلیسی: Yui Shōsetsu; ۱ ژانویهٔ ۱۶۰۵ – ۱۰ سپتامبر ۱۶۵۱) به‌طور رسمی جزو طبقه سامورایی نبود اما به عنوان یکی از سه رونین (سامورایی بدون ارباب) بزرگ، شهرت دارد، وی یک مدرسه تدریس فنون نظامی در منطقه‌ای که امروزه کاندا، توکیو نامیده می‌شود در ادو تأسیس کرد. وی اهل ژاپن بود.